# Pluteus

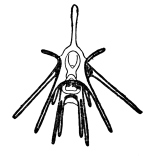
Pluteus eines Seeigels

Der Pluteus ist eine Larvenform der Stachelhäuter (Echinodermata), die in der Individualentwicklung (Ontogenese) der Seeigel (Echinoida) sowie der Schlangensterne (Ophiuroida) auftritt. Es handelt sich um eine anfänglich bilateralsymmetrische Form, die sich von der Dipleurula ableiten lässt.
Die Besonderheit des Pluteus sind lange Schwebefortsätze, die durch Skelettstäbe gestützt werden. Diese dienen dem Leben als freischwimmender Organismus im Plankton des Pelagials. Die Fortsätze stehen dabei bei der Seeigellarve (Echinopluteus) enger beisammen als bei der Schlangensternlarve (Ophiopluteus). Zentral besitzen die Larven eine Einbuchtung, das Vestibulum.